# Shaun Marcum
Shaun Michal Marcum (Kansas City, 14 dicembre 1981) è un ex giocatore di baseball statunitense.

## Minor League
Marcum fu selezionato al 3º giro del draft amatoriale del 2003 come 80a scelta dai Toronto Blue Jays. Nel 2003 iniziò nella New York-Penn League singolo A breve stagione con gli Auburn Doubledays, chiuse con una vittoria e nessuna sconfitta, 1.32 di ERA in 21 partite. Nel 2004 giocò nella South Atlantic League singolo A con i Charleston RiverDogs finendo con 7 vittorie e 4 sconfitte, 3.19 di ERA in 13 partite tutte da partente con un incontro completo senza subire punti. Successivamente passò nella Florida State League singolo A avanzato con i Dunedin Blue Jays finendo con 3 vittorie e 2 sconfitte, 3.12 di ERA in 12 partite tutte da partente.
Nel 2005 giocò nella Eastern League doppio A con i New Hampshire Fisher Cats chiudendo con 7 vittorie e una sconfitta, 2.53 di ERA in 9 partite tutte da partente con un incontro completo senza subire punti. Successivamente giocò nella International League triplo A con i Syracuse Chiefs, chiuse con 6 vittorie e 4 sconfitte, 5.21 di ERA in 17 partite tutte da partente, ottenendo un premio individuale.  Nel 2006 chiuse con 4 vittorie e nessuna sconfitta, 3.42 di ERA in 18 partite di cui 5 da partente.
Nel 2008 giocò una singola da partente con i Dunedin Blue Jays, chiudendo con 0.00 di ERA. Poi ritornò nei Chiefs chiudendo con una sconfitta, 2.77 di ERA in 2 partite da partente. Nel 2009 con i Dunedin Blue Jays giocò 2 partite da partente finendo con una sconfitta e 3.00 di ERA. Poi giocò con i Fisher Cats altre 2 partite da partente con una sconfitta e 1.17 di ERA. Infine una singola partita da partente nella Pacific Coast League triplo A con i Las Vegas 51s finendo con 4.50 di ERA.
Nel 2012 passò nella Midwest League singolo A con i Wisconsin Timber Rattlers chiudendo con una vittoria e nessuna sconfitta, 2.84 di ERA in 3 partite tutte da partente.

## Major League

### Toronto Blue Jays (2005-2008, 2010)
Debuttò nella MLB il 6 settembre 2005 contro i Baltimore Orioles. Chiuse con 0.00 di ERA in 5 partite. Nel 2006 chiuse con 3 vittorie e 4 sconfitte, 5.06 di ERA in 21 partite di cui 14 da partente. Il 4 marzo 2007 firmò per 386.000 dollari, chiuse con 12 vittorie e 6 sconfitte, 4.13 di ERA e una salvezza su 2 opportunità in 38 partite di cui 25 da partente.
Nel 2008 terminò con 9 vittorie e 7 sconfitte, 3.39 di ERA in 25 partite tutte da partente. Il 18 gennaio 2010 firmò per un anno a 850.000 dollari, chiuse con 13 vittorie e 8 sconfitte, 1.15 nelle somma tra le valide e le basi concesse per inning (WHIP) (5° nella American League), 3.64 di ERA in 31 partite tutte da partente con un incontro completo. Il 6 dicembre venne ceduto ai Milwaukee Brewers per Brett Lawrie.

### Milwaukee Brewers (2011-2012)
Il 10 febbraio 2011 firmò per un anno a 3.950.000 dollari con i Brewers. Chiuse con 13 vittorie e 7 sconfitte, 1.16 WHIP (8° nella National League), 3.54 di ERA in 33 partite tutte da partente (4° nella NL), ottenendo un premio individuale. Il 3 febbraio 2012 firmò per un anno a 7.725.000 dollari. Chiuse con 7 vittorie e 4 sconfitte, 3.70 di ERA in 21 partite tutte da partente.

### New York Mets (2013)
Il 24 gennaio 2013 firmò un contratto di un anno per 4.000.000 di dollari con i Mets. Il 27 febbraio dopo solo una piccola presenza nella Grapefruit League, venne rimosso dal roster della squadra per poter recuperare al meglio dal suo infortunio accorso nella scorsa stagione. Il 22 marzo a causa di una infiammazione ai nervi del collo venne inserito nella lista infortunati dei (15 giorni). Il 27 aprile rientrò giocando la sua prima partita contro i Philadelphia Phillies. Il 10 luglio gli venne diagnosticata la sindrome dello stretto toracico superiore che richiederà un'operazione che lo costringerà a terminare in anticipo la stagione. Chiuse con un pessimo record di una vittoria e 10 sconfitte, 5.29 di ERA in 14 partite di cui 12 da partente. Il 23 luglio venne svincolato.

## Vittorie e premi
- Giocatore della settimana della MLB con i Milwaukee Brewers (23 maggio 2011)
- Lanciatore della settimana della International League con i Syracuse Chiefs (5 giugno 2005).

## Numeri di maglia indossati
- n° 28 con i Toronto Blue Jays (2005-2008, 2010)
- n° 18 con i Milwaukee Brewers (2011-2012)
- n° 38 con i New York Mets (2013).